# Ставки (Гримайлівська селищна громада)

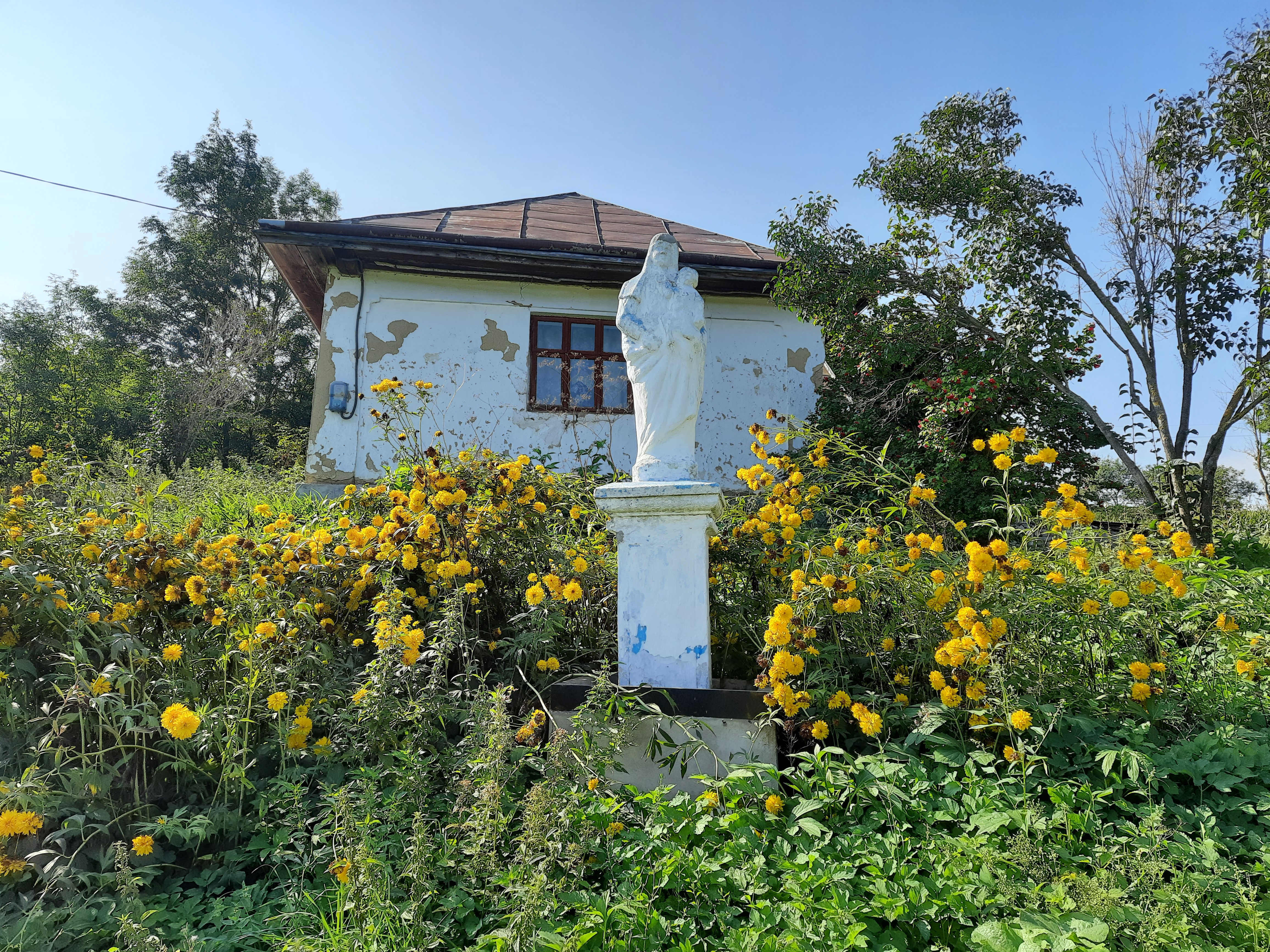
Статуя Божої Матері

Ставки́ — село в Україні, у Гримайлівській селищній громаді Чортківського району Тернопільської області. Розташоване на північному сході району. До 2020 підпорядковане Красненській сільраді.
Населення — 89 осіб (2007).

## Географія
Через село тече річка Брідок, права притока Збруча.

## Історія
Поблизу Ставків виявлено археологічні пам'ятки підкарпатської культури шнурової кераміки. Неподалік села Ставків є курганний могильник доби ранньої бронзи (кінець ІІІ початок ІІ тисячоліть до нашої ери).
1 серпня 1934 року село увійшло до складу новоутвореної сільської гміни Красне Скалатського повіту.
12 червня 2020 року, відповідно до розпорядження Кабінету Міністрів України № 724-р «Про визначення адміністративних центрів та затвердження територій територіальних громад Тернопільської області» увійшло до складу Гримайлівської селищної громади.
19 липня 2020 року, в результаті адміністративно-територіальної реформи та ліквідації Гусятинського району, село увійшло до складу новоутвореного Чортківського району.

## Політика

### Парламентські вибори, 2019
На позачергових парламентських виборах 2019 року у селі функціонувала окрема виборча дільниця № 610252, розташована у приміщенні сільської ради.
Результати
- зареєстровано 45 виборців, явка 60,00%, найбільше голосів віддано за «Слугу народу» і Всеукраїнське об'єднання «Батьківщина» — по 25,93%, за Об'єднання «Самопоміч» — 14,81%.[4] В одномандатному окрузі найбільше голосів отримав Микола Люшняк (самовисування) — 30,77%, за Ігоря Сопеля (Слуга народу) і Володимира Бліхаря (Всеукраїнське об'єднання «Батьківщина») — по 23,08%[5].

## Населення

### Мова
Розподіл населення за рідною мовою за даними перепису 2001 року:
| Мова       | Кількість | Відсоток |
| ---------- | --------- | -------- |
| українська | 92        | 100%     |

## Символіка
Затверджений 23 жовтня 2020р. рішенням №1303 XLII сесії сільської ради VII скликання. Автори - В.М.Напиткін, С.В.Ткачов, К.М.Богатов.

### Герб
Синій щит поділений лівим хвилястим срібним перев'язом; у обидвох частинах срібні повернені в протилежні боки чаплі з червоними дзьобами і лапами. Щит вписаний в золотий декоративний картуш і увінчаний золотою сільською короною. Унизу картуша напис "СТАВКИ".
Герб означає велику кількість водяних плес і місць гніздування чапель.

### Прапор
Квадратне синє полотнище розділене від верхнього вільного кута білою діагональною хвилястою смугою шириною в 1/10 ширини прапора. На обидвох частинах білі повернені в протилежні боки чаплі з червоними дзьобами і лапами.

## Пам'ятники
- Двостороння скульптурна композиція — Щойновиявлена пам'ятка історії. Розташована над джерелом. Робота самодіяльних майстрів, виготовлена із каменю (1886 р.).[7]
- Поселення черняхівської культури Ставки I[d];

## Відомі люди

### Народилися
- Федінчук Володимир Васильович (1992—2024) — український театральний актор, учасник російсько-української війни[8]. .